# España en el Festival de la Canción de Eurovisión 1961
Para el Festival de la Canción de Eurovisión 1961, RTVE organizó una final nacional en la que participaron diez canciones. La canción elegida para el festival fue Estando contigo, que interpretó Conchita Bautista. Fue la primera participación de España en el Festival de la Canción de Eurovisión y quedó novena con 8 puntos.

## Final nacional
La final nacional española para el festival se celebró en los estudios de Radio Nacional de España de Barcelona. De las diez canciones participantes, sólo pasaron a la final seis, entre las cuales un jurado formado por cinco personas expertas en música y cinco no expertas eligió a Estando contigo de Conchita Bautista como la representante española en el festival.
| Puesto de actuación | Artista           | Canción            | Puntos | Posición |
| ------------------- | ----------------- | ------------------ | ------ | -------- |
| 1                   | Ramón Calduch     | Eva María          | 32     | 4        |
| 2                   | Angelita Baidez   | Tempranito         | 13     | 6        |
| 3                   | Conchita Bautista | Estando contigo    | 49     | 1        |
| 4                   | Jorge Miranda     | Betsabé            | 25     | 5        |
| 5                   | Victor Balaguer   | Ba, Be, Bi, Bu, Ba | 48     | 2        |
| 6                   | Ramón Calduch     | Carita morena      | 43     | 3        |

## En Eurovisión
En el Festival de Eurovisión, Conchita Bautista quedó novena de dieciséis países, recibiendo ocho puntos, de los cuales dos fueron de Francia y otros dos de Noruega, mientras que Mónaco, Países Bajos, Suecia y el Reino Unido dieron un punto cada uno a España. El director de orquesta fue Rafael Ferrer.